# Kontakt bezpośredni
Kontakt bezpośredni (ang. Direct Contact) – amerykańsko-niemiecki film akcji z 2009 roku w reżyserii Danny'ego Lernera. Wyprodukowany przez wytwórnię Nu Image.
Premiera filmu miała miejsce 19 marca 2009 roku.

## Opis fabuły
Mike Riggins (Dolph Lundgren), były żołnierz amerykańskich sił specjalnych, przebywa w rosyjskim więzieniu. Pracownik ambasady Stanów Zjednoczonych składa mu propozycję – ma odnaleźć porwaną Amerykankę Anę Gale (Gina May). W zamian wyjdzie na wolność i dostanie pieniądze. Uzbrojony Riggins podejmuje się akcji.

## Produkcja
Zdjęcia do filmu kręcono w Sofii w Bułgarii, a okres zdjęciowy trwał od 19 lutego do 17 marca 2008 roku.

## Obsada
Źródło: Filmweb
- Dolph Lundgren jako Mike Riggins
- Gina May jako Ana Gale
- Michael Paré jako Clive Connelly
- Bashar Rahal jako generał Drago
- James Chalke jako Trent Robbins
- Raicho Vasilev jako Boris
- Uti Bachvarov jako Zoran Posternoff
- Gemma Garrett jako asystentka Trenta
- Marianne Stanicheva jako krzycząca kobieta

i inni.